# Cláudio Duarte (pastor)
Cláudio Soares Duarte ComRB (Duque de Caxias, 1 de janeiro de 1969), é um pastor, conferencista, palestrante, escritor, apresentador de stand up e empresário brasileiro. Ficou conhecido nacionalmente por seu jeito de pregar de forma humorística para abordar assuntos religiosos, incluindo sexo e matrimônio. Duarte é considerado o líder religioso mais influente e ativo em debates políticos na Internet — muitas das vezes com discursos conservadores e bíblicos , apesar do mesmo afirmar não ser totalmente a favor de toda a pauta direitista. Atualmente, Duarte é líder de uma igreja chamada Ministério Projeto Recomeçar, e também atua como pastor itinerante pelo Brasil e no exterior. Desde 2021, é o atual presidente do COMERJ - Conselho de Ministros do Estado do Rio de Janeiro.

## Início da vida
Filho de Hermenegildo Pereira Duarte e Linda do Carmo Soares, viveu a infância até à maioridade no Bairro de Xerém, na cidade Duque de Caxias no Rio de Janeiro. Sua infância foi difícil, devido a problemas familiares. Na adolescência, começou a trabalhar de servente de pedreiro, tornando-se pedreiro mais tarde. Tempo depois, em busca de melhora de vida, migrou para São Paulo onde viveu de favor na casa de uma de suas tias por alguns anos. Como seus planos não deram muito certo em São Paulo, voltou ao Rio de Janeiro, onde trabalhou como motorista numa fábrica de medicamentos por quatorze anos.
Em sua volta à cidade natal, conheceu Jane Mary, que mais tarde seria sua esposa, casando-se em 11 de janeiro de 1992. Com Mary, Duarte teve dois filhos. No mesmo ano de casamento, Cláudio Duarte converteu-se ao evangelho, juntamente com sua esposa, na Igreja Metodista Wesleyana de Mantiqueira, bairro em Duque de Caxias, Rio de Janeiro. Nessa igreja, Cláudio trabalhou auxiliando o pastor Marcos Melquisedeque, que mais tarde o fez chegar ao cargo de diácono, depois presbítero, e posteriormente vice-presidente da Igreja. Anos depois, em 2007, filiou-se à Igreja Batista Monte Horebe, do pastor Paulo Roberto Ramos, que em 2010 consagrou Cláudio Duarte como Pastor.
Cláudio Duarte começou a pregar de forma itinerante por todo o Brasil, e rapidamente seu trabalho tornou-se famoso, levando-o a ser convidado para eventos como a ESLAVEC (Escola de Líderes da Associação Vitória Em Cristo) e a ADHONEP. Duarte manteve como foco de suas pregações a família e o matrimônio, só que contadas de forma cômica.

## Carreira
Duarte adquiriu notoriedade devido a suas pregações publicadas no YouTube e TikTok, que se tornaram famosas em todo o Brasil, levando-o à mídia televisiva e conquistando grandes números nas vendagens de seus livros, CDs e DVDs. É o terceiro líder religioso brasileiro mais acessado na Internet, e seu canal no YouTube possui mais de três milhões de inscritos. Em 2016, foi condecorado com a Medalha Pedro Ernesto, pelos serviços prestados à cidade do Rio de Janeiro com seus projetos de assistência à população, do Ministério Projeto Recomeçar.
Em 2017, foi acusado de homofobia por sua fala durante o Programa Raul Gil, em diálogo com Thammy Miranda. Duarte afirmou o seguinte: "Eu não sou a favor de relacionamento gay, mas eu respeito. Eu tenho as minhas convicções e tenho a base daquilo em que eu acredito. Eu tenho valores e não vou abrir mão deles. Se você me perguntar se eu acho certo, eu não acho". Em 2018, foi alvo de críticas por boa parte do público evangélico depois ser citado entre as principais atrações da XLVII Assembleia Geral Ordinária da Confederação da Maçonaria Simbólica do Brasil, no Espírito Santo. Um vídeo do evento com participação de Duarte circulou pelas redes sociais, desagradando boa parte do público gospel, pois a maçonaria não é bem vista por muitos evangélicos.
Em 2020, concorreu ao Prêmio iBest, destinado a grandes personalidades nacionais. Duarte concorreu a categoria "Personalidade Religiosa do Ano". Em 2021, venceu o Prêmio iBest, novamente na mesma categoria, concorrendo com Fábio de Melo e Marcelo Rossi. Ainda no mesmo ano, Duarte recebeu a honraria da Ordem de Rio Branco, concedida pelo presidente Jair Bolsonaro, — medalha reconhecendo seus esforços, por ter, diretamente ou indiretamente, contribuído para o bem-estar físico ou mental da população. Também foi eleito presidente do COMERJ - Conselho de Ministros do Estado do Rio de Janeiro. Em agosto de 2022, foi o organizador da Marcha para Jesus no Rio de Janeiro. A Marcha reuniu milhares de pessoas, e nela esteve presente o presidente Jair Bolsonaro, a primeira-dama Michelle, o também pastor Silas Malafaia, e o governador do Rio de Janeiro Cláudio Castro. Durante a marcha, Cláudio Duarte e os demais líderes religiosos, e também o Presidente da República, abordaram ideias anticomunistas e protestaram contra o aborto.

## Obras
Cláudio Duarte publicou mais de 30 livros durante sua carreira.
- 6 Passos para transformar seus sonhos em realidade
- A crise não vai te afogar
- A cura das memórias
- A parábola do semeador
- A sexualidade do casal
- Aprendendo com as tempestades
- Como vencer um inimigo que já me venceu
- Conhecendo o Deus da provisão
- Construindo a casa sobre a rocha
- Conversando a gente se desentende
- Descubra quem é você
- Eles fizeram a diferença, e você?
- Família, Jesus tem a solução
- Força e coragem: é disso que precisamos
- Homem Banana, Mulher Abacaxi
- José e Maria: uma família inabalável
- José, Marta e Lázaro: uma família amiga de Deus
- Não deixe azedar o seu coração
- Não diga: amanhã; depois; se
- O resultado da perseverança
- O tempo de Deus é hoje
- Os dois tipos de liderança
- Pedro e Jesus: eles tiveram uma história
- Planeje seu casamento
- Por onde anda o seu coração?
- Reconstruindo as verdades de Deus
- Restaurando através do perdão
- Seguindo os passos do Profeta
- Transformando sonhos em realidade
- Um casamento a prova de balas
- Vencendo as diferenças no casamento
- Casamento: o desafio da felicidade em meio as imperfeições
- Sexualidade sem censura
- Não diga!
- Parceiros ou rivais?
- Vamos falar daquilo?
- A mulher sábia

## Condecorações e prêmios

### Honras e títulos honoríficos
| Ano  | País   | Medalha                                                                                       | Ref.          |
| ---- | ------ | --------------------------------------------------------------------------------------------- | ------------- |
| 2021 | Brasil | Comendador da Ordem de Rio Branco, condecorado pelo presidente Jair Bolsonaro.                | [ 23 ] [ 30 ] |
| 2016 | Brasil | Honra ao Mérito da Medalha Pedro Ernesto, condecorada pela Câmara Municipal do Rio de Janeiro | [ 1 ]         |

### Prêmios e indicações
| Ano  | Prêmio       | Nomeação              | Categoria                        | Resultado | Ref.   |
| ---- | ------------ | --------------------- | -------------------------------- | --------- | ------ |
| 2021 | Prêmio iBest | Pastor Cláudio Duarte | "Personalidade Religiosa do Ano" | Venceu    | [ 21 ] |
| 2020 | Prêmio iBest | Pastor Cláudio Duarte | "Personalidade Religiosa do Ano" | Indicado  | [ 22 ] |